# Clutia alaternoides
Clutia alaternoides là một loài thực vật có hoa trong họ Peraceae. Loài này được L. mô tả khoa học đầu tiên năm 1753.